# Japonia na Zimowych Igrzyskach Olimpijskich 1956
Na Zimowych Igrzyskach Olimpijskich 1956 w Cortinie d’Ampezzo reprezentowało Japonię 10 sportowców (10 mężczyzn) w 12 konkurencjach.

## Medaliści
| Medal  | Nazwisko      | Sport       | Konkurencja       |
| ------ | ------------- | ----------- | ----------------- |
| Srebro | Chiharu Igaya | Narciarstwo | Mężczyźni, slalom |

## Skład kadry

### Biegi narciarskie
Mężczyźni
| Zawodnik     | Konkurencja   | czas      | Pozycja |
| ------------ | ------------- | --------- | ------- |
| Tatsuo Miyao | Bieg na 15 km | 56:59,0   | 48.     |
| Tatsuo Miyao | Bieg na 30 km | 1:55,40   | 28.     |
| Tatsuo Miyao | Bieg na 50 km | 3:25:47,0 | 25.     |

### Kombinacja norweska
Mężczyźni
| Zawodnik          | Konkurencja   | Bieg narciarski    | Bieg narciarski    | Bieg narciarski    | Skoki narciarskie | Skoki narciarskie | Skoki narciarskie | Skoki narciarskie | Skoki narciarskie | Skoki narciarskie | Skoki narciarskie | Skoki narciarskie | Łącznie                  | Pozycja                  |
| Zawodnik          | Konkurencja   | Czas biegu         | Pozycja            | Punkty             | Skok 1            | Nota              | Skok 2            | Nota              | Skok 3            | Nota              | Punkty            | Pozycja           | Łącznie                  | Pozycja                  |
| ----------------- | ------------- | ------------------ | ------------------ | ------------------ | ----------------- | ----------------- | ----------------- | ----------------- | ----------------- | ----------------- | ----------------- | ----------------- | ------------------------ | ------------------------ |
| Koichi Sato       | Indywidualnie | 1:08:21,0          | 35.                | 193,4              | 66,0              | 93,0              | 68,0              | 98,0              | 65,5              | 93,5              | 191,5             | 23.               | 384,9                    | 33.                      |
| Hiroshi Yoshizawa | Indywidualnie | Nie ukończył biegu | Nie ukończył biegu | Nie ukończył biegu | 69,5              | 99,0              | 76,5              | 106,5             | 74,0              | 104,0             | 210,5             | 4.                | Nie ukończył konkurencji | Nie ukończył konkurencji |

### Łyżwiarstwo szybkie
Mężczyźni
| Zawodnik             | Konkurencja   | Konkurencja   | Konkurencja    | Konkurencja    | Konkurencja    | Konkurencja    | Konkurencja      | Konkurencja      |
| Zawodnik             | Bieg na 500 m | Bieg na 500 m | Bieg na 1500 m | Bieg na 1500 m | Bieg na 5000 m | Bieg na 5000 m | Bieg na 10 000 m | Bieg na 10 000 m |
| Zawodnik             | Czas          | Miejsce       | Czas           | Miejsce        | Czas           | Miejsce        | Czas             | Miejsce          |
| -------------------- | ------------- | ------------- | -------------- | -------------- | -------------- | -------------- | ---------------- | ---------------- |
| Shinkichi Takemura   | 42,4          | 11.           | 2:18,3         | 36.            |                |                |                  |                  |
| Yoshitaki Hori       | 42,8          | 17.           | 2:15,9         | 23.            | 8:53,5         | 46.            |                  |                  |
| Taketsugu Asazaka    | 43,1          | 22.           | 2:15,4         | 21.            | 8:23,6         | 28.            | 17:35,3          | 22.              |
| Kiyotaka Takabayashi | 43,6          | 30.           |                |                |                |                |                  |                  |
| Yoshiyasu Gomi       |               |               | 2:19,2         | 39.            | 8:22,7         | 27.            | 17:37,6          | 23.              |

### Narciarstwo alpejskie
Mężczyźni
| Zawodnik        | Konkurencja     | Konkurencja     | Konkurencja   | Konkurencja   | Konkurencja         | Konkurencja         | Konkurencja      | Konkurencja      |
| Zawodnik        | Zjazd           | Zjazd           | Slalom gigant | Slalom gigant | Slalom specjalny    | Slalom specjalny    | Slalom specjalny | Slalom specjalny |
| Zawodnik        | Czas            | Pozycja         | Czas          | Pozycje       | Czas 1-go przejazdu | Czas 2-go przejazdu | Czas łączny      | Pozycje          |
| --------------- | --------------- | --------------- | ------------- | ------------- | ------------------- | ------------------- | ---------------- | ---------------- |
| Susumu Sugiyama | 3:39,1          | 28.             | 3:40,8        | 45.           | 1:51,0              | 2:26,0              | 4:17,0           | 33.              |
| Chiharu Igaya   | Dyskwalifikacja | Dyskwalifikacja | 3:15,6        | 11.           | 1:30,2              | 1:48,5              | 3:18,7           | srebro           |

### Skoki narciarskie
Mężczyźni
| Skoczek           | Skok 1    | Skok 1 | Skok 2    | Skok 2 | Nota  | Pozycja |
| Skoczek           | odległość | Nota   | odległość | Nota   | Nota  | Pozycja |
| ----------------- | --------- | ------ | --------- | ------ | ----- | ------- |
| Hiroshi Yoshizawa | 80,5      | 106,5  | 74,0      | 98,5   | 205,0 | 13.     |
| Koichi Sato       | 68,0      | 91,0   | 66,0      | 87,5   | 178,5 | 39.     |